# Calico (archeologia)
Calico Early Man Site – przypuszczalne stanowisko archeologiczne w pobliżu wymarłej miejscowości Calico w Kalifornii.
Znajdowane wcześniej kamienne narzędzia (m.in. Ruth Simpson, 1958) zainteresowały Louisa Leakeya, który w 1963 r. zainicjował systematyczne prace archeologiczne. W ich wyniku odkryto liczne kamienie przypominające kształtem celowo wykonane narzędzia, wstępnie szacowane na ok. 50 tys. lat, co było sprzeczne z ówczesną wiedzą na temat czasu pojawienia się człowieka w Ameryce. Po śmierci Leakeya stanowisko zostało zamknięte, a teren udostępniono turystom.
Datowanie osadów geologicznych, w których znaleziono artefakty – wykonane metodą termoluminescencyjną – wskazuje wiek ok. 135 tys. lat, a datowanie izotopowe wykazało wiek ok. 200 tys. lat.
Obecnie znanych jest łącznie ok. 12 tys. sztuk narzędzi wydobytych w Calico. Na podstawie wyglądu i wielkości kamieni niektórzy archeolodzy wysunęli hipotezę, że są to artefakty, intencjonalnie wykonane przedmioty, a stanowisko należy uznać za miejsce przemysłu (miejsce wytwarzania narzędzi) kamiennego. Przeciwnicy tej hipotezy uważają, że ślady pęknięć na kamieniach nie są dowodem działalności człowieka, a raczej skutkiem naturalnego przemieszczania się warstw i pękania powierzchni kamieni na skutek nacisku. Większość badaczy uznaje obecnie, że na stanowisku nie ma śladów ludzkiej działalności. Wśród argumentów za tą tezą przytacza się m.in. takie, że:
- brak tam innych śladów działalności człowieka (szczątków ludzkich lub zwierzęcych, palenisk, albo innych artefaktów)
- bezprecedensowy w skali obu Ameryk wiek stanowiska (inne ślady działalności człowieka datowane są na nie więcej, niż 30 tys. lat)
- bardzo dużą liczbę obiektów, które miałyby być narzędziami (szacowaną nawet na 60 tys.)
- badania Duvalla/Vennera, Payena i innych, przedstawiające inne możliwe – naturalne – przyczyny powstania kamiennych obiektów z tego stanowiska.

Temat kamieni z Calico – obok odkryć w Old Crow River – był poruszany w literaturze popularnonaukowej jako ciekawostka, a nawet sensacja archeologiczna. W świetle rosnącej liczby archeologicznych doniesień o możliwości wcześniejszego zaludnienia Ameryki (w tym odkryć ze stanowisk Topper w Karolinie Pd. i Meadowcroft w Pensylwanii) wraca zainteresowanie archeologii kamieniami z Calico.